# Odilon d'Auch
Odilon, Auriol, ou Utsiand est le deuxième archevêque d'Auch, cité en 917 et en 926 et probablement mort en 943.

## Éléments biographiques
L'archevêque d'Auch étant le primat du royaume d'Aquitaine, lequel comprenait à sa création en 781 les duchés d'Aquitaine et de Gascogne, la marche d'Espagne, l'Aragon et la Navarre, et c'est en tant que primat d'Aquitaine qu'Odilon est cité en 917 lorsqu'il ordonne plusieurs évêques en Espagne.
En 920, le comte Garcia Sanche est vaincu par les Musulmans du califat de Cordoue qui ravagèrent ensuite la Gascogne, obligeant de nombreux prélats à fuir leurs églises pour se réfugier à l'abri. Odilon s'installe à Reims où le comte Herbert II de Vermandois lui confie l'administration du diocèse. Il y avait en effet installé comme archevêque son fils Hugues qui n'était alors qu'un enfant. En 926, après le départ des Sarrasins, Guillaume Garcie, comte de Fezensac, fait donation de l'église Saint-Jean d'Espais à l'église et au clergé d'Auch, et l'absence de l'archevêque dans la charte témoigne du fait qu'Odilon n'était pas encore revenu dans son diocèse. Il semble être mort en 943, puisqu'à cette date est élu son successeur, Bernard Ier,.